# 47-мм противотанковая пушка Böhler M35
47-мм противотанковая пушка Böhler M35 (нем. 4,7-cm-Panzerabwehrkanone (Böhler)) — лёгкое пехотное и противотанковое орудие образца 1935 года, разработанное австрийской фирмой «Бёлер» («Böhler»). Состояла на вооружении ряда европейских стран.

## Разработка
Австрийская компании Böhler подготовили свою противотанковую пушку модели 35 в 1935 году, после чего орудие начало широко использоваться. Несмотря на экспортный успех, оно не было очень хорошим оружием: ему не хватало бронепробиваемости снаряда, оно было непригодно для буксировки грузовиком, а также отсутствовал противоосколочный щит для защиты расчёта. К 1939 году конструкция пушки уже считалась архаичной.
Орудие имело множество вариантов исполнения. Так, на некоторых орудиях устанавливались перфорированные дульные тормоза, стволы орудия были различной длины, но все модификации орудия имели характерные разводные дугообразные станины. Орудие разрабатывалось как универсальное, поэтому имело большой угол возвышения и его можно было снимать с колёс, устанавливая на землю для снижения силуэта. Некоторые модификации орудия могли разбираться на несколько частей для последующей транспортировки, что позволяло использовать орудие в качестве горного.

## Производство и экспорт

### Австрия и Третий Рейх
К моменту аншлюса австрийская армия располагала 357 пушками фирмы «Бёлер» под обозначением 4,7 cm M.35 Infanteriekanone. 
330 из них достались вермахту под наименованием 4,7 Pak 35/36(ö). В сентябре 1940 года на заводе изготовителе возобновили производство, собрав из имеющегося запаса ещё 150 штук. Вермахт использовал орудие на Восточном фронте и в Северной Африке до начала 1942 года. Некоторое количество пушек было продано Румынии, а также передано Италии.

### Нидерланды
386 орудий было поставлено в Нидерланды в 1938 году, где получили обозначение Pantserafweer-Geschut van 4.7. Стволы для них производились в Делфте фирмой Staatsbedrijf der Artillerie-Inrichtingen. Böhler совместно с DAF был разработан лафет нового образца, но на вооружение принят не был.
После начала оккупации страны Германией все наличные орудия были переданы Вермахту. В армии Третьего рейха именовались 4,7 Pak 187(h). 
Помимо метрополии, пушки стояли на вооружении KNIL и после кампании в Голландской Ост-Индии в 1942 году часть из них была захвачена японцами.

### Латвия, Эстония и СССР
Пушка поставлялась прибалтийским странам (Латвия — 96 штук без щита с дульным тормозом и с колёсами как у поставляемых в Голландию пушек; Эстония — 4 штуки, без щита и дульного тормоза, с колёсами наподобие мотоциклетных), которые после вхождения в состав СССР достались РККА. Те из них, которые были захвачены немцами в 1941 году, получили в вермахте наименование 4,7 Pak 196(r).

### Финляндия
22 пушки были куплены во время советско-финской войны. Из них 10 были аналогичны швейцарским (получили обозначение 47 Pst.K/35) , а 12 — бывшие в употреблении итальянские (маркировались 47 Pst.K/39). Орудия прибыли в Финляндию в начале 1940 года и использовались по прямому назначению до 1943 года. Позже были переданы в береговую артиллерию ВМС Финляндии. Полностью сняты с вооружения в 1960 году.

## Италия. Лицензионное производство
В 1935 году Италия для замены 65-мм горных орудий 65/17 Mod. 1908/1913 закупила в Австрии 276 пушек, получивших наименование Cannone da 47/32 Mod. 35 и прозвище «Слонёнок» (итал. elefantino). Позже была приобретена лицензия, и рядом итальянских фирм и арсеналов начали производить орудие. Итальянская версия отличалась от оригинала отсутствием дульного тормоза, изменёнными колёсами и станинами. В Италии орудие прошло ряд модернизаций, а также использовалось в качестве танкового. Устанавливалось в качестве основного орудия на танки типа M13/40, M14/41, самоходку L40.
После выхода Италии из войны, часть захваченным вермахтом итальянских орудий обозначалось в последнем как 4,7 Pak 177(i). Данные орудия частично передавались хорватам.

## Страны-эксплуатанты
- Австрия[2][3][4]
- Королевство Италия — в том числе и лицензионное производство.
- Нидерланды[2][3]
- нацистская Германия — после аншлюса Австрии в 1938 году орудия австрийской армии были переданы в вермахт[2][3], осенью 1939 года в распоряжении немецкого военного командования оказались трофейные орудия польской армии, в 1940 году — трофейные орудия голландской армии[4].
- Вторая Польская республика — некоторое количество орудий находилось на вооружении польской армии перед началом Второй мировой войны[4].
- Румыния[2]
- Великобритания — в 1942 году в связи с нехваткой противотанковых орудий в подразделениях британской армии в Северной Африке трофейные итальянские противотанковые орудия Cannone da 47/32 Mod. 35 передавали на вооружение британских войск. Всего британские войска использовали около 100 орудий (ремонт которых был освоен на арсенале «Captured Weapons Depot» в Александрии). В дальнейшем, 96 из этих орудий передали на вооружение британских воздушно-десантных войск[2].
- Финляндия — на вооружении под наименованием 47 Pst.K/35
- Япония — во время Второй мировой войны использовалось некоторое количество трофейных орудий, захваченных в голландских колониях в Юго-Восточной Азии[3][5].